# Nógrádszakál vasútállomás
Nógrádszakál vasútállomás a MÁV elágazó és határállomása a Nógrád vármegyei Nógrádszakál községben. Az állomást a MÁV 78-as (Aszód–Balassagyarmat–Ipolytarnóc) és 78L számú (Nógrádszakál–Nagykürtös) vasútvonala érinti.
Megközelíthetőségét a 2205-ös mellékútból kiágazó 22 307-es állomáshoz vezető út (Rákóczi út) biztosítja.

## Vasútvonalak
Az állomást az alábbi vasútvonalak érintik:
- Aszód–Balassagyarmat–Ipolytarnóc-vasútvonal
- Losonc–Kalonda–Nagykürtös-vasútvonal

## Kapcsolódó állomások
A vasútállomáshoz az alábbi állomások vannak a legközelebb:
- Ludányhalászi megállóhely (Aszód–Balassagyarmat–Ipolytarnóc-vasútvonal)
- Ráróspuszta megállóhely (Aszód–Balassagyarmat–Ipolytarnóc-vasútvonal)

## Forgalom
| Járat | Útvonal | Gyakoriság |
| ----- | --- | ---------- |
| S790  | Ipolytarnóc – Litke – Ráróspuszta – Nógrádszakál – Ludányhalászi – Szécsény – Hugyag – Őrhalom – Balassagyarmat | Napi 4 pár |